# Jean-Bernard Kaupert
Jean-Bernard Kaupert (geboren als Johann Bernhard Kaupert, * 28. April 1786 in Kleinherreth, Oberfranken; † 10. Mai 1863 in Tolochenaz, Kanton Waadt) war ein Schweizer Musikpädagoge und Komponist. Er gilt als «Sängerväter» der französischsprachigen Westschweiz.
Kaupert studierte zunächst Theologie in Jena, bevor er sich 1811 als Lehrer in Nyon und später in Morges niederliess. 1817 erhielt er die Schweizer Staatsbürgerschaft. Unter dem Einfluss der von Johann Heinrich Pestalozzi inspirierten Wetziker Schule veröffentlichte Kaupert 1830 die erste französischsprachige Volksgesangssammlung Chant national suisse mit 14 Liedern. Seine Volksliederkurse in Genf, Lausanne und Morges bildeten die Grundlage dazu, dass die von Hans Georg Nägeli initiierte Volksgesangsbewegung sich aus der Deutschschweiz in die Romandie ausbreitete.